# Старая клика Гуанси

Расположение провинции Гуанси в составе Китая

Старая клика Гуанси (舊桂系) — одно из самых могущественных объединений военных в начале эпохи милитаристов в Китае.

## История
После основания Китайской Республики провинция Гуанси стала служить базой для одной из самых могущественных клик военачальников Китая — Старой клики Гуанси. Под руководством Лу Жунтина (陆荣廷) клика также смогла взять под контроль соседние провинции Хунань и Гуандун. Вместе с юньнаньской кликой они сформировали ядро оппозиции монархическим амбициям Юань Шикая во время Войны в защиту республики. 
Вместе с Китайской революционной партией Юньнани и Сунь Ятсеном они основали Движение за конституционную защиту. Они быстро пришли к несогласию с Сунь Ятсеном и лишили его власти. Сунь Ятсен, Чэнь Цзюнмин и юньнаньская клика победили их в войне Гуандун-Гуанси (1920—1922). Клика Старого Гуанси распалась в начале 1920-х годов и была заменена Новой кликой Гуанси, выступающей за Сунь Ятсена.